# Préfecture de Taléghan
La préfecture de Taléghan est une préfecture de la province d'Alborz, en Iran. Son chef-lieu est la ville de Taléghan.
Entourée par Mazandéran et Alamut (au nord) et Sâvojbolâgh et Fashagdarreh (au sud) et des montagnes d'Alborz, la préfecture viot Shahrak comme son centre-ville.
Toute la région est connue pour sa richesse sur le plan de la biodiversité et du nombre d'espèces végètales et animales. La région est aussi une source impeccable pour des plantes médicinales.